# 1769 Carlostorres
1769 Carlostorres è un asteroide della fascia principale. Scoperto nel 1966, presenta un'orbita caratterizzata da un semiasse maggiore pari a 2,1785086 UA e da un'eccentricità di 0,1422007, inclinata di 1,59042° rispetto all'eclittica.
L'asteroide è dedicato agli astronomi cileni Carlos Guillermo Torres e Carlos Torres.